# توماسو آلبینونی

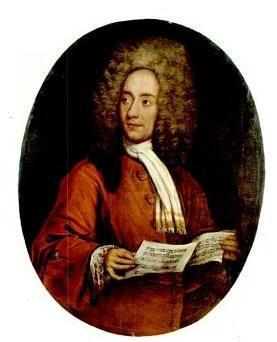
توماسو آلبینونی

توماسو (تومازو) آلبینونی (به ایتالیایی: Tomaso Albinoni) (زادهٔ ۸ ژوئن ۱۶۷۱ – درگذشتهٔ ۱۷ ژانویه ۱۷۵۱ در جمهوری ونیز) از آهنگسازان ایتالیایی در عصر باروک بود. اگرچه آلبینونی در زمان خود به‌عنوان یک آهنگساز اپرا معروف بود ولی امروزه بیشتر از او به‌عنوان یک آهنگساز سازی یاد می‌شود. قطعه آداجیو در سل مینور که به او نسبت داده می‌شود، یکی از قطعه‌های موسیقی اوست که به مراتب بیشتر از دیگر آثارش اجرا شده‌است.